# Standard Beaverette
La Standard Beaverette, officiellement appelée Standard Car 4x2 ou voiture blindée légère standard, mais plus connue sous son sobriquet venant du nom de Lord Beaverbrook, ministre de la production aéronautique (en), cette automitrailleuse britannique a été produite au cours de la Seconde Guerre mondiale.

## Historique
La première version du véhicule a été construite en 1940 par la Standard Motor Company. Il est basé sur un châssis de véhicule commercial, sur lequel un blindage riveté a été monté. L'acier de onze millimètres d'épaisseur était plaqué sur des planches de chêne de trois pouces d'épaisseur. La coque était ouverte vers le haut et à l'arrière. L'armement se composait de mitraillette légère Bren qui pouvaient faire feu à travers une fente dans le blindage du glacis. Les versions suivantes ont reçu un blindage périphérique et une mitrailleuse de tourelle, à savoir un fusil-mitrailleur BREN abrité par une structure fermée ou une paire de mitrailleuses Vickers jumelées avec un toit ouvert. Certains véhicules avait à leur bord des fusils antichars Boys. Certains avaient des postes de radios de type no 11 ou no 19. La production a été arrêtée en 1942. Environ 2 800 exemplaires ont été livrées.
La Beaverette a été utilisé par l'armée de terre britannique et la Royal Air Force pour la Home Guard et l'entraînement. Le véhicule a la réputation de souffrir d'un poids excessif et d'être difficile à manœuvrer.
Un des véhicules ayant survécu, un Mk III, est exposé à l'Imperial War Museum à Duxford.

## Variantes
- Mk I, la version originale.

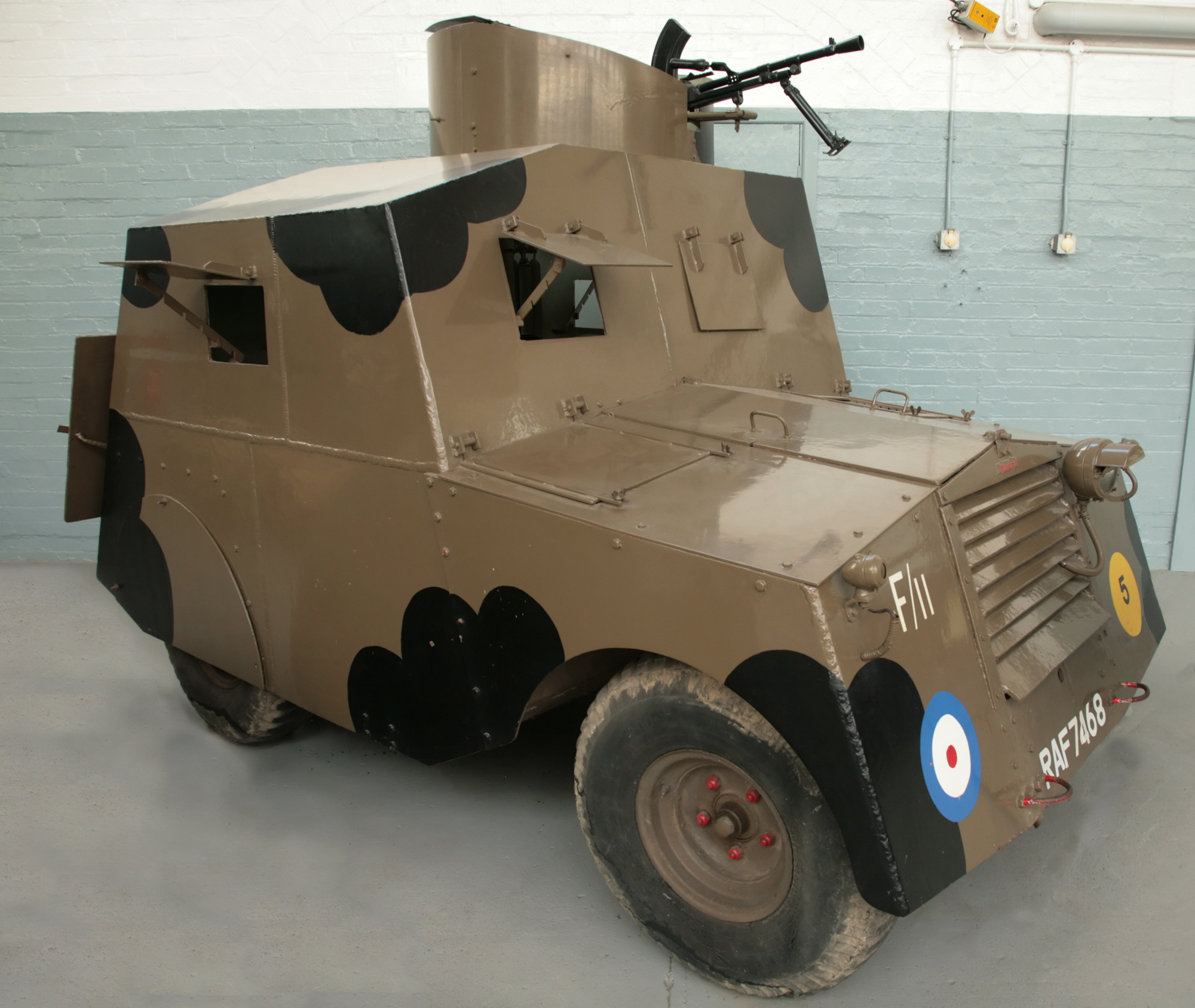
Beaverette Mk III.

- Mk II, avec un blindage périphérique et une calandre déplacée d'une position verticale à une horizontale.
- Mk III Beaverbug, avec un châssis raccourci, une coque redessinée sans aile avant incurvée, avec un blindage  sur le dessus et une tourelle de mitrailleuse.
- Mk IV, avec le blindage du glacis redessiné pour améliorer la visibilité.

Un véhicule similaire, connu sous le nom Beaverette (NZ), a été fabriqué dans les ateliers des chemins de fer néozélandais, à Hutt Valley. Le véhicule utilisait un châssis de Ford 3/4 ou de camion militaire canadien Pattern truck (en) et des plaques de blindage récupérées sur les navires « Port Bowen » et « Mokoia ». Le véhicule, construit à 208 exemplaires, accueillait un équipage de quatre hommes.